# Fabian Aichner
Fabian Aichner (* 21. Juli 1990 in Südtirol, Italien) ist ein italienischer Wrestler. Er stand zuletzt unter dem Ringnamen Giovanni Vinci bei WWE unter Vertrag. Sein bislang größter Erfolg ist der zweifache Erhalt der NXT Tag Team Championship, die er mit Marcel Barthel gewann.

## Wrestling-Karriere

### Free Agent (2011–2017)
Aichner gab am 12. Dezember 2011 sein professionelles Wrestling-Debüt für New European Championship Wrestling. 2012 nahm Aichner am Finale des World Heavyweight Championship Turniers teil, gewann aber letztendlich weder das Turnier noch den Titel. Im Jahr 2013 erreichte Aichner erneut das Finale des Turniers, konnte es jedoch erneut nicht gewinnen. Nach seiner Rückkehr gewann er die New World Tag Team Championship. Er kämpfte noch für andere Promotionen, wie Evolve und Championship of Wrestling.

### World Wrestling Entertainment (seit 2017)
Am 5. Juni 2017 wurde bekanntgegeben, dass Aichner einen Vertrag bei der WWE unterzeichnet hatte. Am 22. Juni verlor Aichner bei einem NXT Live Event gegen Adrian Jaoude. Sein Fernsehdebüt hatte er in der Folge von NXT vom 27. September und verlor gegen Kassius Ohno. Aichner wrestelte bei NXT UK und NXT in einem Stable mit Marcel Barthel und Walter als Imperium. Am 13. Mai 2020 besiegten Barthel und Aichner Matt Riddle und Timothy Thatcher und gewannen die NXT Tag Team Championship. Die Regentschaft hielt 105 Tage, sie verloren den Titel am 26. August 2020 an Breezango Fandango und Tyler Breeze. Am 26. Oktober 2021 gewannen sie erneut die NXT Tag Team Championship, hierfür besiegten sie MSK Wes Lee und Nash Carter. Die Regentschaft hielt 158 Tage, sie verloren die Titel am 2. April 2022 bei NXT Stand & Deliver (2022) zurück an MSK Wes Lee und Nash Carter.
Am 3. September 2022 debütierte er für den Brand SmackDown, als er bei Clash at the Castle an der Seite von Imperium auftrat. Er erhielt den Ringnamen Giovanni Vinci. Am 28. April 2023 wurde er zu Raw gedraftet. Am 8. Februar 2025 wurde er von der WWE entlassen.

## Titel und Auszeichnungen
- World Wrestling Entertainment
  - NXT Tag Team Championship (2×) mit Marcel Barthel

- Championship Of Wrestling
  - cOw Interstate Championship (1×)

- Dansk Pro Wrestling
  - King Of The North Tournament (2014)

- Evolve
  - Evolve Championship (1×)

- New European Championship Wrestling
  - New Hardcore Championship (1×)
  - New World Heavyweight Championship (2×)
  - New World Tag Team Championship (1×) mit Mexx

- Power Of Wrestling
  - POW Tag Team Championship (1×) mit James Mason

- Pro Wrestling Illustrated
  - Nummer 283 der Top 500 Wrestler in der PWI 500 in 2016